# Khan Bonfils
Khan Bonfils (Londra, 1972 – Londra, 5 gennaio 2015) è stato un attore britannico.

## Biografia
Dopo aver studiato alla Webber Douglas Academy of Dramatic Art di Londra ha il primo ruolo da attore nel film giallo Zone d'ombra di Geoffrey Reeve dove interpreta Baz, ma la sua affermazione avviene grazie al regista George Lucas nella saga di Guerre stellari che lo fa conoscere al grande pubblico nei panni del Jedi Saesee Tiin, in seguito ebbe un piccolo ruolo in Tomb Raider - La culla della vita, poi ha il ruolo di Creepy in Sky Captain and the World of Tomorrow, poi in Batman Begins di Christopher Nolan dove è un membro della Setta delle Ombre che addestra il protagonista del film Bruce Wayne/Batman. Nel film Skyfall di Sam Mendes della serie di 007 è un tirapiedi di James Bond.
Bonfils aveva anche studiato l'arte marziale del Kung-fu e si era specializzato nello stile Baguazhang.
È morto di infarto nel gennaio 2015 all'età di 42 anni , occorsogli sul palco mentre stava provando Dante's Inferno: A Modern Telling al The Rag Factory nel borgo londinese di Tower Hamlets nell'East End; i soccorsi sono stati inutili ed è deceduto prima dell'arrivo dell'ambulanza.

## Filmografia
- Zone d'ombra (Shadow Run), regia di Geoffrey Reeve (1998)
- Star Wars: Episodio I - La minaccia fantasma (Star Wars: Episode I - The Phantom Menace), regia di George Lucas (1999)
- Star Wars: Episodio II - L'attacco dei cloni (Star Wars: Episode II - Attack of the Clones), regia di George Lucas (2002)
- Tomb Raider - La culla della vita (Lara Croft Tomb Raider: The Cradle of Life), regia di Jan de Bont (2003)
- Sky Captain and the World of Tomorrow, regia di Kerry Conran (2004)
- Batman Begins, regia di Christopher Nolan (2005)
- Body Armour - In difesa del nemico (Body Armour), regia di Gerry Lively (2007)
- Tribe, regia di Benjamin Johns (2011)
- Skyfall, regia di Sam Mendes (2012)
- Traveller, regia di Benjamin Johns (2013)
- Razors, regia di Ian Powell e Karl Ward (2015)